# リンド3!
『リンド3!』（りんどすりー!）は、関川夏央の原作を谷口ジローが作画した日本の漫画作品である。

## 概説
双葉社の月刊誌『コミックギャング』は隔週刊誌『漫画ギャング』へ移行しようとしてい、その『漫画ギャング』の執筆者を探していた。編集者の佐藤智之は、『漫画パンチ』で良作を発表していた谷口ジローに着目し連絡をとった。谷口ジローは隔週刊での連載経験がないことを理由に難色を示していたが、原作を関川夏央に依頼することで話はまとまった。編集長の小尾武正からの注文は女性を登場させることだったという。

## あらすじ
姉御肌のストリッパーと、知性派だがヒモに成り下がっている男二人によって繰り広げられるハードボイルド・アクション。

## 初出
『漫画ギャング』第3巻第10号（1978年9月1日号）から同第4巻第22号（1979年11月16日号）まで連載された。

## 単行本
アクションコミックス
1. 『リンド3!』双葉社〈アクションコミックス〉、1979年10月15日。[3]
2. 『リンド3!』 2巻、双葉社〈アクションコミックス〉、1980年3月1日。[4]
3. 『リンド3!』 3巻、双葉社〈アクションコミックス〉、1980年4月25日。[5]
4. 『リンド3!』 4巻、双葉社〈アクションコミックス〉、1980年6月10日。[6]

バンブーコミックス
1. 『戦士同盟 リンド3』 1巻、竹書房〈バンブーコミックス〉、1985年12月20日。[7]
2. 『戦士同盟 リンド3』 2巻、竹書房〈バンブーコミックス〉、1985年12月20日。[8]
3. 『戦士同盟 リンド3』 3巻、竹書房〈バンブーコミックス〉、1986年2月20日。[9]
4. 『戦士同盟 リンド3』 4巻、竹書房〈バンブーコミックス〉、1986年2月20日。[10]

講談社漫画文庫
1. 『谷口ジロー傑作短編集3：リンド3!』講談社コミッククリエイト〈講談社漫画文庫〉、2004年7月。ISBN 4-06-360744-5。[11]

## 関連書誌
- 関川夏央，佐藤俊行，鈴木明夫「名作誕生の舞台裏」『芸術新潮』第63巻第7号、新潮社、東京、2017年7月25日、ISSN 0435-1657、全国書誌番号:00006598。

## 脚註